# StarDict
StarDict, phát triển bởi Hồ Chánh (胡正), là một phần mềm miễn phí giao diện đồ họa người dùng phát hành dưới giấy phép GPL để truy cập dữ liệu từ điển StarDict (một hệ vỏ từ điển). Nó là chương trình kế nhiệm StarDic, phát triển bởi Mã Tô An (馬蘇安). Số phiên bản của StarDict theo StarDic.

## Các nền tảng được hỗ trợ
StarDict chạy dưới Linux, Microsoft Windows (với một số lỗi), FreeBSD, Maemo và Solaris. Từ điển cho người dùng được cài đặt riêng lẻ. Từ điển có thể tạo bằng cách chuyển đổi các file DICT.
Nhiều chương trình tương thích StarDict, được biết đến như GuruDic Lưu trữ ngày 12 tháng 4 năm 2011 tại Wayback Machine, weDict, Dictionary Universal... có mặt trên AppStore dành cho iPhone/iPod Touch/iPad. Ngoài ra còn có phiên bản iStardict miễn phí trên Cydia Store. Trên Android, người dùng có thể sử dụng ColorDict, WordMate Lưu trữ ngày 21 tháng 3 năm 2012 tại Wayback Machine. Trên Window phone cũng có ứng dụng hỗ trợ đọc dữ liệu từ điển của StarDict là Sdict. Cũng liên quan đến thiết bị di động, có một từ điển WhiteStork, một ứng dụng cho nền tảng Maemo, hỗ trợ giữa các dữ liệu từ điển khác, hỗ trợ StarDict.

## Các từ điển StarDict và cách cài đặt
StarDict chỉ là cái vỏ của từ điển, nên khi tải về không có dữ liệu từ điển nào kèm theo. Bạn cần tự cài đặt các dữ liệu từ điển.
Từ điển tiếng Việt định dạng stardict được nhóm CCTV thực hiện và đưa lên mạng vào ngày 2004-08-03. Từ điển này chưa cập nhật, phần từ điển Anh Việt chỉ có 68 nghìn từ.
Ngày 2005-09-16 nhóm NetFOSS Lưu trữ ngày 10 tháng 3 năm 2016 tại Wayback Machine tiếp tục cập nhật và chuyển đổi từ dữ liệu DICT, đưa lên mạng bộ từ điển tiếng Việt cho StarDict đầy đủ hơn, trong đó từ điển Anh Việt có hơn 100 nghìn từ. Các file này đang đặt ở dự án NetFOSS Lưu trữ ngày 10 tháng 3 năm 2016 tại Wayback Machine.
Bên cạnh rất nhiều từ điển đa ngôn ngữ, mà không phải đầy đủ như những công ty xuất bản chính, StarDict có thể chạy các từ điển mở hoặc các tên miền công cộng. Đây là các ví dụ:
- Wikimedia's Wikis
- Từ điển Littré's
- Webster's Dictionary (1913)
- WordNet

Bạn có thể tìm các từ điển tại đây (chọn định dạng StarDict trong danh sách thả xuống hoặc bạn sẽ download 1 file từ điển XDXF) hoặc đây Lưu trữ ngày 21 tháng 10 năm 2007 tại Wayback Machine (bấm vào liên kết ở đầu trang). Để cài đặt một từ điển trong Windows, bạn cần vào thư mục StarDict tìm thư mục con dic. Tiếp đến giải nén các tệp .tar và .bz2 với một công cụ như 7-Zip hoặc PowerArchiver. Sau khi giải nén, bạn sẽ có 3 tệp (một số khác sẽ được tạo tự động khi dùng StarDict để đọc chúng). File ZIP lúc này có thể xóa.

## Các hệ vỏ từ điển tương tự (GUI)
StarDict (đọc từ điển DICT) cạnh tranh với rất nhiều hệ vỏ từ điển khác, bao gồm Babiloo, AntTek Dict for Android (miễn phí), Babylon (phần mềm chia sẻ với giới hạn 30 ngày dùng thử) và Everest Lưu trữ ngày 2 tháng 9 năm 2006 tại Wayback Machine, một phần mềm miễn phí.

## Các chức năng khác
Trong khi StarDict trong chế độ quét, kết quả hiển thị trong một tooltip, cho phép nhìn kết quả dễ dàng. Khi kết hợp với Freedict, StarDict sẽ nhanh chóng kết hợp với các trang dịch khác.
Vào ngày 25 tháng 8 năm 2006, một phiên bản trực tuyến Lưu trữ ngày 18 tháng 4 năm 2010 tại Wayback Machine của StarDict bắt đầu hoạt động. Phiên bản này truy cập tất cả dữ liệu của StarDict, cũng như Wikipedia tiếng Trung.

## Danh sách từ điển
Nhóm định dạng tập tin đặc trưng của từ điển StarDict là dict.dz, idx, ifo (có thể được dùng bởi từ điển GoldenDict)
1. stardict-idioms_eng_eng-2.4.2
2. stardict-oald-2.4.2
3. stardict-mwc-2.4.2
4. stardict-oxford-2.4.2
5. stardict_en_vi
6. vi_en
7. fr_vi
8. vi_fr